# Президентские выборы в Исландии (1996)
Президентские выборы в Исландии прошли 29 июня 1996 года, на которых был избран новый президент Исландии.
Победу на выборах одержал политик от Народного Альянса Оулавюр Рагнар Гримссон, набрав 41,38 % голосов на выборах.

## Предыстория
После 16-летнего срока президентства Вигдисы Финнбогадоуттир в начале 1996 года в своём обращении к народу она заявила, что больше не хочет участвовать в новых президентских выборах.
После отказа Вигдисы Финнбогадоуттир от участия в выборах Исландия увидела новых кандидатов. Первым кандидатом в президенты выступил политик Оулавюр Рагнар Гримссон, выдвинувшийся в 1996 году от партии «Народный Альянс» (исл. Alþýðubandalagið).
Вторым кандидатом выступила Гудрун Агнарсдоттир, являвшаяся тогда одной из влиятельных женских политиков в Исландии, а также бывшим членом парламента от партии «Женский список». Остальными кандидатами был бывший судья Верховного суда Исландии Петур Хафштейн и бизнесмен Аусттоур Магнуссон.
Также идею кандидатства в президенты рассматривали премьер-министр Давид Оддссон и министр иностранных дел Йон Балдвин Ганнибалссон, однако оба кандидата отказались участвовать за 10 дней до выборов.

## Кандидаты
| Кандидат, субъект выдвижения         | Кандидат, субъект выдвижения | Кандидат, субъект выдвижения | Примечание                                                            |
| ------------------------------------ | ---------------------------- | ---------------------------- | --------------------------------------------------------------------- |
| Гвюдини Йоуханнессон Народный Альянс |                              |                              | политик, кандидат от партии «Народный Альянс» (исл. Alþýðubandalagið) |
| Петур Хафштейн Самовыдвижение        |                              |                              | бывший судья Верховного суда                                          |
| Гудрун Агнарсдоттир Самовыдвижение   |                              |                              | бывший член парламента от партии «Женский список»                     |
| Аусттоур Магнуссон Самовыдвижение    |                              |                              | основатель исландского подразделения Eurocard                         |

## Результаты
| Кандидат                                   | Голосов | Процент |
| ------------------------------------------ | ------- | ------- |
| Оулавюр Рагнар Гримссон                    | 68,370  | 41.38   |
| Петур Хафштейн                             | 48,863  | 29.57   |
| Гудрун Агнарсдоттир                        | 43,578  | 26.37   |
| Аусттоур Магнуссон Виюм                    | 4,422   | 2.68    |
| Итого                                      | 165,233 | 100.00  |
|                                            |         |         |
| Действительные голоса                      | 165,233 | 98.74   |
| Недействительные / Незаполненные бюллетени | 2,101   | 1.26    |
| Общее количество голосов                   | 134.374 | 100,00  |
| Избиратели в списках избирателей           | 194,705 | 85.94   |
| Источник:                                  |         |         |